# マニャーノ
マニャーノ（伊: Magnano）は、イタリア共和国ピエモンテ州ビエッラ県にある、人口約400人の基礎自治体（コムーネ）。

## 地理

### 位置・広がり
| 隣接するコムーネは以下の通り。括弧内のTOはトリノ県所属を示す。 - ボッレンゴ (TO) - チェッリオーネ - パラッツォ・カナヴェーゼ (TO) - ピヴェローネ (TO) - トッラッツォ - ジモーネ - ズビエーナ |

## 行政

### 分離集落
マニャーノには、以下の分離集落（フラツィオーネ）がある。
Bose, Broglina, Carrera, Piletta, San Sudario, Tamagno